# Leonard Trelawny Hobhouse
Leonard Trelawny Hobhouse (Liskeard, 8 settembre 1864 – Alençon, 21 giugno 1929) è stato un sociologo britannico.

## Biografia
Nel 1907 fu nominato professore di sociologia alla Facoltà di economia dell'Università di Londra, divenendo così il primo docente di quell'insegnamento in una università britannica.
Fondò e diresse la rivista scientifica specializzata The Sociological Review.

## Pensiero
Fu un fervente sostenitore delle posizioni del partito laburista e molto vicino alle idee di John Stuart Mill. 
Per Hobhouse vi sono due concezioni dello Stato: quella Hegeliana (metafisica: lo Stato è un fine, è il supremo compimento dell'umana realizzazione) e quella democratica (lo Stato è un mezzo, è destinato alla subordinazione in una comunità mondiale).
Lo Stato hegeliano è lo stato del privilegio, nella visione liberaldemocratica lo Stato è al servizio dell'individuo.
Con il progresso storico si supera la diarchia governanti-governati e si arriverà all'autogoverno: per Hobhouse la storia sta procedendo in questa direzione (Hobhouse non pone questo discorso come utopia ma crede che avrà uno sviluppo razionale).
Compito dello Stato è imporre una soluzione razionale, non è uno Stato che si limita a fare il “guardiano notturno” ma deve intervenire per assecondare la libertà individuale.
L'esempio che fa Hobhouse è quello della contrattazione in ambito lavorativo: non deve avvenire per forza tra individui, ma anche con l'autorità garante dello Stato. Allo stesso modo lo Stato deve garantire l'istruzione pubblica.
La libertà non è qualcosa di preordinato ma può anche essere un fatto compromissorio: deve essere un qualcosa che viene tutti i giorni dal basso.
Lo Stato deve promuovere lo sforzo individuale, può e deve guidare l'autorealizzazione dell'individuo. Lo Stato non si deve dimenticare di nessuno, chi non ce la fa deve essere aiutato dallo Stato.
Con Hobhouse si parla per la prima volta di socialismo liberale: una tendenza che non vede contrasto tra liberalismo e socialismo e che si contrappone al socialismo illiberale, quello marxista, dedito alla pianificazione che non lascia all'individuo alcuno spazio di iniziativa privata.
Secondo Hobhouse, Mill sarebbe il padre del socialismo liberale che non prevede una pianificazione ma invece una società dei talenti: la democrazia, che fa sì che si possa partire tutti dallo stesso punto.
Per le sue ricerche sullo sviluppo mentale nelle differenti forme dell’evoluzione umana è riconosciuto tra i fondatori della psicologia comparata (Mind in evolution, 1901) e della psicologia animale è comparata. Interessatosi sin da giovane allo studio del comportamento animale, si dedicò personalmente allo studio dell'apprendimento in diverse specie di mammiferi e pubblicò articoli di divulgazione scientifica. Convinto sostenitore della teoria evoluzionistica, ne propose l'applicazione di alcuni principi in ambito sociologico, politico e morale ["Fondamenti di psicologia evoluzionistica", Angelo Tartarini, Liguori editore).

## Opere
- Leonard Trelawny Hobhouse, The Labour Movement, 1893.
- Leonard Trelawny Hobhouse, The Theory of Knowledge, 1896.
- Leonard Trelawny Hobhouse, Mind in Evolution, 1901.
- Leonard Trelawny Hobhouse, Moral in Evolution, 1906.
- Leonard Trelawny Hobhouse, Liberalism, 1911.
- Leonard Trelawny Hobhouse, Social Evolution and Political Theory, 1911.
- Leonard Trelawny Hobhouse, Development and Purpose, 1913.
- Leonard Trelawny Hobhouse, Principles of Sociology, 1918-1924.
- Leonard Trelawny Hobhouse, The Rational Good, 1921.
- Leonard Trelawny Hobhouse, Social Development, 1924.